# Нечитайло Павло Олександрович
Павло Олександрович Нечита́йло (10 березня 1979, Кам'янець-Подільський) — український музикант, лідер гурту «Пропала Грамота» та учасник дуету «Zapaska», поет, кандидат історичних наук, археолог, радіоведучий, письменник.

## Життєпис

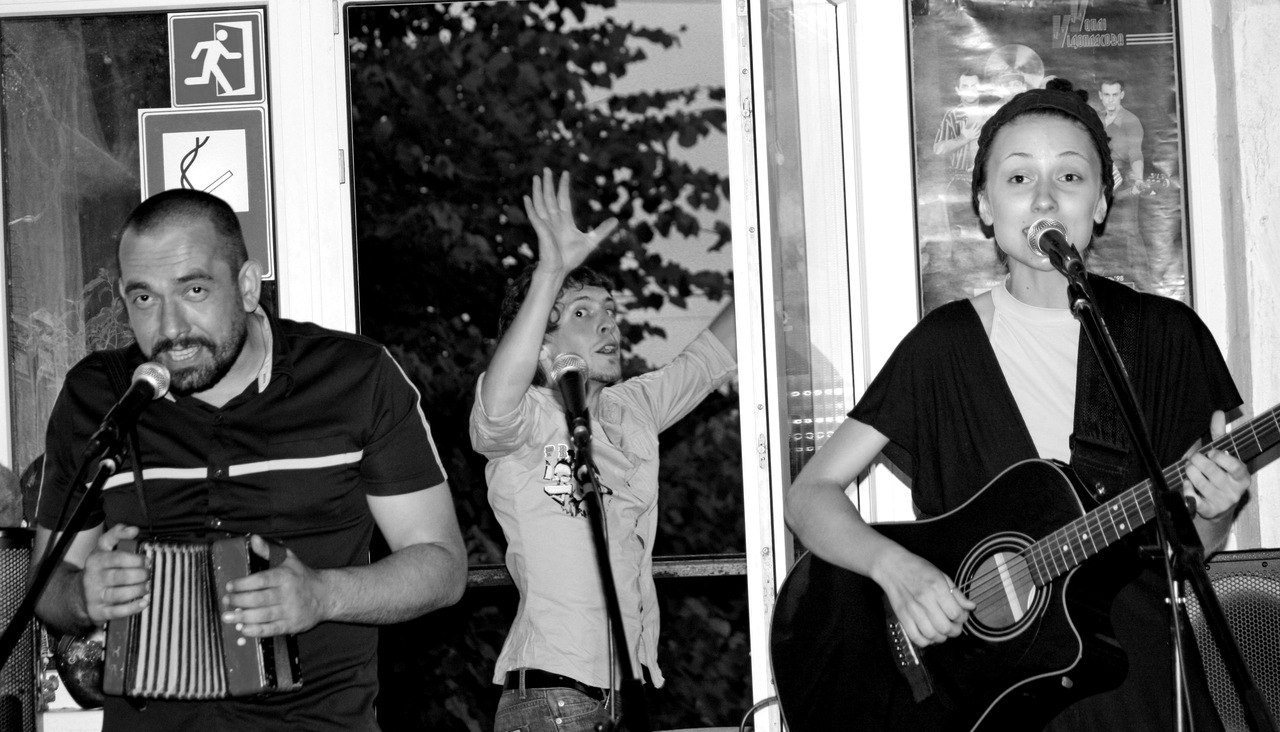

Народився у м. Кам'янець-Подільський. Мама — викладач російської мови та літератури. Дитячою мрією було стати археологом.
Навчався у педагогічному університеті Кам'янця-Подільського, а продовжив навчання в Києво-Могилянській академії. Захистив кандидатську з археології. Як археолог багато їздив в експедиції по печерних монастирях.
Після захисту кандидатської дисертації близько півтора року займався археологією. Повернувшись до Кам'янця, влаштувався науковим співробітником державної охоронної археологічної служби «Подільська археологія». Суть роботи полягала в археологічному обстеженні земельних ділянок, які передаються підприємствам і приватним особам у власність та оренду. Був закріплений за чотирма районами Хмельницької області. Поглиблено вивчав рідний край. Чотири роки підряд Нечитайло і майже всі з «Пропалої грамоти» на чолі з археологом Володимиром Захар'євим досліджували давньоруський цвинтар в глухому покинутому селі. За його власними твердженнями, заробляти в Україні археологією ще важче, ніж музикою.
Окрім археології, любить етнографію. Свого часу збирав фольклор, переймав на слух співи старих людей в етнографічних експедиціях Наддністрянщиною. Багато пісень перейняв у своєї виховательки — сестри бабці по маминій лінії — Марії Микитівни Співак, деяких пісень навчив тато, окремі почув у записах з етнографічних експедицій. Потім уже записував деякі інтерпретації народних пісень, які тепер виконує.
Працював викладачем, вантажником, газетярем.

## Робота на радіо
Був ведучим на одному з FM. Працював в «Українському медіа холдингу». Писав тексти для рекламних роликів і озвучував їх.
Кілька років працював на радіо «Київ» у таких відомих передачах як «Варган» (годинна передача про музику народів світу з живими музикантами в ефірі), «Слухай своє», «Гудок». Вів авторську передачу присвячену молодій поезії на радіо «Культура».

## Творчість
1998 року в рідному місті Павло Нечитайло створив «Пропалу грамоту». Відтоді кістяк гурту — Павло (гітара, спів), Буч (гітара), Олег (шоу, бек-вокал, перкусія), Фітіль (бас, спів) — не змінювався. У них була тільки назва і три-чотири пісні, які навіть крутилися по радіо. Гурт тоді проіснував близько року, потім заглух. 2005 року теж була якась спроба на чотири місяці, але реально гурт існує з 2007-го. Випустили три альбоми і об'їздили з виступами Чехію, Польщу, Україну. Тепер у них перерва.
В кінці 2009 року Павло Нечитайло і Яна Шпачинська утворили дует «Zapaska». На початку існування гурту Павло та Яна одружилися. Різниця у віці між ними — 7 років. Яна Шпачинська — лідерка гурту «ЧеЧе», перекладачка, займається академічними дослідженнями, її рідне місто — Червоноград.
| Я довго навчаюсь, а в роботі у «Zapasці» мені доводиться багато вчитись грі на різних інструментах, а тепер ще й засвоювати ритмічні структури, ефектори і тому подібне. Яна робить це швидко, а я - повільно. |
Павло є учасником проекту «ПаРоМи». Тріо «Пароми» — це спільний проект «Очеретяних котів» з Нечитайлом.
Також Павло Нечитайло презентував свій новий спільний проект із діджеєм Tony Tekk — «Опух».

| «Опух» — це те, що я не можу зіграти в Zapaska і навряд чи колись зіграв би в «ПГ». |
2009 року видавництвом Сергія Пантюка була оприлюднена книга віршів Павла Нечитайла «Грамота». Бажання видати книгу в Павла було давно — він має свої вірші, хоча пише не надто часто, це спонтанна поезія. Видати збірку йому запропонував Сергій Пантюк, якого Павло називає своїм учителем.
| Назвати поезію покликанням не можу. Для мене ж, швидше за все, це — просто захоплення. |

## Про себе
| Я вважаю себе гріховним християнином, який серцем із православ'ям, але якому ще багато треба працювати, аби стати воцерковленою людиною. Маю багато гріхів та недоліків, які мене дратують, але через слабкість постійно беруть гору. Хоча це лише вказує на те, що треба вдосконалюватись і працювати над собою. |